# Bataille de Ningpo
Première guerre de l'opium
Batailles
m
- Kowloon
- Chuanbi (1re)
- Chusan (1re)
- Barrière
- Chuanbi (2e)
- Bogue
- Première barre
- Whampoa
- Broadway
- Canton (1re)
- Canton (2e)
- Sanyuanli
- Amoy
- Chusan (2e)
- Chinhai
- Ningpo
- Tzeki
- Chapu
- Woosung
- Chinkiang
- Nerbudda

La bataille de Ningpo (镇海之战, Battle of Ningpo)  oppose les forces britanniques et chinoises le 10 mars 1842 lors de la première guerre de l'opium.
Après avoir capturé la ville de Ningpo sans rencontrer de résistance après leur victoire à Chinhai, les Britanniques repoussent une force chinoise, commandée par le prince Yijing (de), envoyée pour reprendre la ville, en lui infligeant de lourdes pertes. Les Britanniques se retireront finalement de la ville au printemps suivant.

## Contexte
Avant la première guerre de l'opium, la ville de Ningpo comptait environ 250 000 habitants et était fréquentée par des navires de guerre de la Royal Navy. Le 15 septembre 1840, après le déclenchement de la guerre entre la Chine et la Grande-Bretagne, le navire de guerre britannique HMS Kite s'échoue près de Ningpo et les survivants sont capturés par les forces chinoises et exhibés à travers la ville et la campagne dans de petites cages. Les mauvais traitements infligés par les Chinois aux marins capturés influencent l'attitude des forces d'occupation britanniques à Ningpo après qu'elles en ait eu connaissance.
L'année suivante, le 10 octobre 1841, les Britanniques s'emparent de Chinhai après un combat acharné entre les forces chinoises et britanniques. Ils envoient ensuite le HMS Nemesis sur le fleuve Yong (en) pour découvrir s'il est navigable. Après avoir constaté que le cours d'eau peut accueillir de grands navires à vapeur, une flotte de la Royal Navy navigue vers Ningpo. Le 13 octobre, les troupes britanniques entrent dans la ville sur l'air du Saint Patrick's Day in the morning (joué par la fanfare du régiment royal irlandais (en)) et occupent la ville sans rencontrer de résistance . La capture de Ningpo est une étape importante dans les plans britanniques visant à attaquer Nankin dans le cadre de leur stratégie plus large de capturer Pékin. Les Britanniques prévoient d'occuper Nankin et de remonter le Grand Canal en direction de Pékin.

## Occupation de Ningpo
Lors de l'occupation de la ville, plusieurs soldats britanniques, exaspérés par les mauvais traitements infligés aux prisonniers de guerre du Kite, commencent à piller la ville, bien que de nombreux membres de la force d'occupation aient condamné le pillage et empêché leurs camarades d'entreprendre une telle action. Les Britanniques incendient la prison où les prisonniers du Kite avaient été détenus, tout en confisquant les fonds municipaux de la ville, qui s'élèvent à plus de 160 000 £, une augmentation de 10% des impôts est également prélevée sur les citoyens de Ningpo,. En raison de la fuite de la police de Ningpo avant l'occupation britannique, des bandits chinois locaux pillent la ville et extorquent de l'argent à d'autres habitants, dont beaucoup expriment leur colère en jetant des ordures et des excréments sur des soldats britanniques non accompagnés. Les officiers britanniques responsables de la force d'occupation, William Parker et Hugh Gough, expriment publiquement leur désapprobation face aux incidents de pillage et de mauvais traitements infligés aux citoyens de Ningpo. D'autre part, le soldat anglo-irlandais et administrateur colonial Henry Pottinger, arrivé le 13 janvier 1842, éprouve une « satisfaction considérable » en pillant la ville. Après l'arrivée de ce-dernier à Ningpo, il « ordonne la confiscation de tous les navires et provisions chinois et d'autres biens, y compris la cloche de la pagode principale, qui est envoyée en Inde comme trophée symbolique ». Il nomme également le révérend luthérien Karl Gützlaff, un missionnaire allemand, comme plus haut magistrat civil de Ningpo. Gützlaff applique alors à la lettre les lois de la nouvelle administration et embauche un petit groupe d'espions pour surveiller la ville et les activités des habitants, permettant aux autorités britanniques d'imposer des taxes plus élevées aux citoyens de la classe supérieure de Ningpo. Les Britanniques ouvrent également le grenier public et commencent à vendre à bas prix le grain qu'il contient aux citoyens locaux.
À la suite de la perte de Ningpo, l'empereur Daoguang envoie son cousin, le prince Yijing (de), à Soochow pour recruter des hommes afin de reprendre la ville et « bouter les Anglais à la mer ». Cependant, la plupart des recrues sont mal entraînées et non préparées au combat. Malgré cela, Yijing ordonne à ses forces de passer à l'offensive. Elles mènent plusieurs escarmouches mineures avec les troupes britanniques à l'extérieur de Ningpo, mais sont vaincues à chaque fois. Craignant une éventuelle infiltration par des espions britanniques, la sécurité est renforcée dans le camp chinois, dans le but déclaré d'empêcher les traîtres envers l'empereur de s'approcher du prince Yijing. Des plans sont élaborés pour reprendre la ville et détruire les navires de guerre de la Royal Navy sur le fleuve Yong. Un plan prévoit ainsi la destruction des navires de guerre par utilisation de pétards attachés à des singes qui seraient jetés sur les embarcations. Ce plan, ainsi que les plans d'utilisation de brûlots pour incendier les navires de guerre de la Royal Navy, sont tous deux abandonnés avant la bataille.

## Bataille
Les Chinois, sous le commandement du prince Yijing, rassemble plus de 3 000 hommes pour attaquer la ville. Le plan initial réunissait près de 50 000 soldats, mais la plupart d'entre eux n'avaient pas réussi à se rassembler à temps. La force d'occupation britannique est également réduite en nombre, avec moins de 700 soldats stationnés dans la ville. Cependant, le plan d'attaque chinois est exposé lorsqu'un groupe de garçons locaux qui s'étaient liés d'amitié avec les Britanniques les avertissent de l'attaque à venir. Le 10 mars vers 4 heures du matin, une sentinelle britannique repère un soldat chinois avançant vers la porte ouest de la ville. La sentinelle crie à plusieurs reprises Wei lo (« Va-t'en ! » en cantonais) au soldat qui avance, qui répond finalement Wei loa moa (« Je ne m'en irai pas ! ») avant d'être abattu. Certains soldats chinois ont mal compris leurs ordres et ne se sont équipés que de couteaux pour la bataille.
Les Chinois attaquent les murs sud et est de la ville et repoussent les soldats britanniques stationnés à la porte sud de la ville. À la porte ouest, un groupe de soldats chinois sous le commandement de Tuan Yu-fang s'approche des murs et, voyant que la porte est ouverte et apparemment sans défense, reçoit l'ordre de la capturer par Yu-fang. Cependant, les Britanniques avaient miné la porte et l'avaient délibérément laissée ouverte « afin de donner l'impression qu'ils ne voulaient pas la défendre », et une centaine de soldats chinois attaquants sont tués dans l'explosion qui suit, les forçant à annuler l'attaque. Pendant ce temps, à la porte sud, les attaquants chinois repoussent les soldats britanniques qui y sont stationnés jusque dans les rues de la ville, mais sont repoussés eux-mêmes par 150 soldats britanniques commandés par Hugh Gough, les Britanniques déployant une pièce d'artillerie de campagne directement dans une des rues de la ville. Les officiers britanniques et chinois notent que de nombreux soldats chinois étaient sous l'influence de l'opium pendant la bataille, ce qui a considérablement diminué leur efficacité au combat. Les Chinois se sont retirés, ayant subi entre 500 et 600 pertes tandis que les Britanniques comptent seulement 5 blessés. Les historiens notent que de fortes pluies et de la boue avaient retardé l'arrivée de renforts chinois avant et pendant la bataille.

## Conséquences
Après la bataille, les Britanniques continuent d'occuper Ningpo jusqu'au printemps suivant lorsqu'ils pillent la ville une dernière fois avant de partir. Les armées chinoises vaincues se retirent de Ningpo vers la ville de Tzeki (en), à environ 30 km au nord de Ningpo. Les blessures subies par les soldats chinois au cours de la bataille, notamment celles par balle et par éclats d'obus, se sont révélées exceptionnellement difficiles à traiter. Au cours des phases finales de l'occupation britannique, les enlèvements et les meurtres à Ningpo connaissent une augmentation massive alors que la loi et l'ordre continuent de s'effondrer, des parties de la ville étant incendiées. L'administration britannique exécutent de nombreux citoyens locaux reconnus coupables de tels crimes. Le traité de Nankin de 1842, qui met fin à la guerre, stipule que Ningpo deviendra l'un des cinq « ports de traité », qui sera ouvert en permanence au commerce extérieur. Après la fin de la guerre, la ville devient une partie de la sphère d'influence britannique en Chine.